# وزارة الشباب والرياضة (الصومال)
وزارة الشباب والرياضة هي وزارة مسؤولة عن شؤون الرياضة وألعاب القوى في جمهورية الصومال، وزير الشباب والرياضة الحالي هو محمد بري محمود. 